# Max-Planck-Institut für molekulare Pflanzenphysiologie
Das Max-Planck-Institut für molekulare Pflanzenphysiologie (MPI) in Potsdam wurde im Januar 1994 gegründet. Aktuelle Direktoren des Instituts sind Caroline Gutjahr, Claudia Köhler und Ralph Bock. Emeritierte Direktoren sind Lothar Willmitzer (Gründungsdirektor) und Mark Stitt.

## Forschungsbereich
Ziel der Forschung am MPI für Molekulare Pflanzenphysiologie ist es, das Gesamtsystem Pflanze mit seinen komplexen Prozessen wie Aufnahme von Stoffen, Aufbau, Speicherung, Transport und Mobilisierung pflanzlicher Inhaltsstoffe zu untersuchen und zu verstehen. Pflanzliche Inhaltsstoffe können niedermolekulare Substanzen wie Zucker, Aminosäuren und Vitamine, aber auch hochmolekulare Polymere wie Stärke oder Zellulose sein. Weiterhin interessieren auch Signalfunktionen von Inhaltsstoffen und Regulationsfaktoren z. B. zur Beantwortung des Fragenkomplexes, wie die Kommunikation zwischen den verschiedenen Organen einer Pflanze funktioniert.
Neu etabliert am Institut wurde im Jahr 2005 die Plastidenforschung durch den Ausbau des Institutes auf drei Abteilungen. Plastiden sind kleine Zellorganellen, in denen wichtige Prozesse wie z. B. die Energiegewinnung, die Stoffspeicherung und die Synthese etwa von bestimmten Vitaminen stattfinden. Diese Zellbestandteile könnten in Zukunft sowohl eine Rolle bei der Entwicklung und Produktion therapeutischer Wirkstoffe in Pflanzen zur Behandlung von Krankheiten spielen als auch zur Umweltsicherheit gentechnisch veränderter Pflanzen beitragen. Evolutionsforschung und molekulare Ökophysiologie werden zukünftig weitere Forschungsschwerpunkte des Institutes bilden, um insgesamt zu einem umfassenden Verständnis des „Systems Pflanze“ zu gelangen.

## Forschungsansatz
Während es sich früher bei der Pflanzenphysiologie um eine eher beschreibende Wissenschaft handelte, versucht man heute, die Geheimnisse der Pflanze mit den Methoden der Molekularbiologie und der Genetik zu ergründen.
Ein Ansatz am Institut zur Aufklärung der pflanzlichen Stoffwechselvorgänge besteht darin, Pflanzen unterschiedlichen Umweltbedingungen auszusetzen. Wechselnde Umweltbedingungen bewirken in der Pflanze eine Änderung der Merkmalsausprägung. Merkmalsausprägungen können nicht nur äußerlich sichtbar sein, wie die Blattform oder Blattgröße, sondern sie können auch unsichtbar sein wie etwa die Zusammensetzung der Inhaltsstoffe. Durch umfangreiche Analysen kann ein Zusammenhang zwischen einer bestimmten Merkmalsausprägung und einem Gen und damit der Funktion des Gens hergestellt werden.
Der umgekehrte Ansatz wird bei der Verwendung von Pflanzen mit unterschiedlicher genetischer Ausstattung (genetische Diversität) bei gleich bleibenden Wachstumsbedingungen verfolgt. Dabei wird zum einen die natürlich vorkommende genetische Diversität von Pflanzen genutzt, etwa von Wildtypen, zum anderen werden in ihrer Gen-Ausstattung veränderte Pflanzen durch klassische Mutagenese (Änderung des Erbgutes durch Bestrahlung oder Chemikalienzugabe) oder durch gentechnische Methoden erzeugt. Diese unterschiedlichen Genotypen, also Pflanzen, die sich in ihrem Erbgut unterscheiden, werden miteinander verglichen. Bei den gentechnischen Methoden können einerseits einzelne Gene gezielt in die Erbinformation des Zellkerns von Pflanzen eingebracht werden, andererseits wird auch die noch recht junge Technik der Plastidentransformation eingesetzt. Hierbei wird das neue Gen nicht in die DNA des Zellkerns eingeschleust, sondern die Plastiden werden als Träger der neuen Gene genutzt. Die Transformation und Regeneration sogenannter transplastomischer Pflanzen ist allerdings technisch aufwändiger und die Transformationseffizienz ist geringer, diese Technik bietet aber, sofern man an spätere Anwendungen denkt, in Sachen Sicherheit den Vorteil, dass eine Ausbreitung transgener Pflanzen im Freiland kaum stattfinden kann, da die Plastiden und das darin enthaltene Erbgut nicht über Pollen verbreitet werden.
Beide Ansätze werden letztendlich in der Herstellung einer eindeutigen Gen-Funktionsbeziehung (functional genomics) münden, um so das molekulare, biochemische und physiologische Netzwerk der Pflanzen zu verstehen (system biology).

## Forschungsobjekte
Studienobjekte sind in erster Linie die Ackerschmalwand (Arabidopsis thaliana), die Kartoffel, der Tabak und die Tomate. Darüber hinaus dienen aber auch Reis, Kürbis, Gurke, Zucchini, Weidelgras, Soja und japanischer Hornklee – jeweils entsprechend ihrer Eignung als Modellsystem – zur Beantwortung spezifischer wissenschaftlicher Fragestellungen.
Weltweit ist die Ackerschmalwand die Modellpflanze der Pflanzenforscher, vergleichbar mit der weißen Maus bei den Medizinern. Das Genom dieses eher unscheinbaren Wildkrautes ist entschlüsselt und seine Generationszeit kurz, so dass pro Jahr im Unterschied zu Pflanzen wie Tabak und Kartoffel mehrere Generationen erzeugt und untersucht werden können.

## Forschungstechniken
Die Spannbreite der Untersuchungen am Institut reicht von einzelnen Zellen, Geweben und pflanzlichen Organen bis hin zu agronomischen Studien in Gewächshäusern und Freilandversuchen. Das Methodenspektrum umfasst Techniken der Molekularbiologie, der Genetik, der Physiologie, der Biochemie, der Biophysik und der Bioinformatik. Am Institut wurden und werden Methoden entwickelt und angewendet, die in der Lage sind, automatisiert und mit hohem Durchsatz Metaboliten (Metabolomics), Proteine (Proteomics) und Enzymaktivitäten zu messen, und Methoden, die basierend auf Massenspektrometrie die Untersuchung der Proteinphosphorylierung ermöglichen. Unterstützt werden diese Methoden durch funktionelle und vergleichende Genomforschung mittels Einführung effizienter multiparalleler Analyseansätze im Bereich der Genexpression (Transcriptomics) und durch Entwicklungs- und Stoffwechselgenetik. Unentbehrlich ist der Einsatz der Bioinformatik, die dazu genutzt wird, die bereits vorhandenen Kenntnisse und die neu gewonnenen Versuchsergebnisse visuell darzustellen.

## International Max Planck Research School (IMPRS)
Das Max-Planck-Institut für molekulare Pflanzenphysiologie betreibt gemeinsam mit der Universität Potsdam die International Max Planck Research School for Molecular Plant Science, ein englischsprachiges Doktorandenprogramm, das eine strukturierte Promotion ermöglicht. Die IMPRS umfasst zurzeit rund 70 Doktoranden (Stand Februar 2023).

## Infrastruktur
Das Herzstück des Institutes bilden die Einrichtungen zur Pflanzenkultivierung und Pflanzentransformation. Eine 12-köpfige Abteilung, das so genannte Greenteam, kümmert sich um die An- und Aufzucht der verschiedenen Pflanzen sowohl in Klimakammern als auch in den Gewächshäusern und auf den Freilandflächen und bietet als Service für die Wissenschaftler im Haus den Agrobacterium-vermittelten Gentransfer an. Für den Anbau der Pflanzen stehen 1.600 m² Gewächshausfläche, 2.000 m² Foliengewächshaus, 200 m² -Pflanzenwuchskammern und 8 ha Feldversuchsfläche zur Verfügung.

## Innovationen

### Metabolitenprofiling
Als eine der herausragenden Leistungen des Institutes ist die Entwicklung des Metabolitenprofilings zu nennen, die es ermöglicht, durch die Anwendung der in der Chemie etablierten massenspektroskopischen Verfahren die Unmengen von in Pflanzen vorkommenden Inhaltsstoffen sichtbar zu machen und zu messen. Aus den in diesem Zusammenhang am Institut geleisteten Pionierarbeit ist der Wissenschaftsbereich der Metabolomics hervorgegangen. Mit Hilfe dieser neu entwickelten Methode kann man Pflanzeninhaltsstoffe nicht nur sichtbar machen, sondern sie können zukünftig auch identifiziert werden. Ergebnisse aus diesem Forschungsbereich könnten für die Gesundheitsklassifizierung von Nahrungsmitteln an Wichtigkeit gewinnen.

### Firmenausgründungen
Dass Grundlagenforschung innovativ ist, zeigen die beiden Firmenausgründungen mit weit mehr als 150 Mitarbeitern, die aus dem Institut hervorgegangen sind.
Aus der ersten Phase der Arbeiten am Institut, die sich schwerpunktmäßig mit der Aufklärung von Stoffwechselwegen und der Identifizierung und Isolierung der daran beteiligten Gene beschäftigte, ist die Firma PlantTec, jetzt Bayer BioScienc GmbH hervorgegangen, die sich mit dem Stärkestoffwechsel in Pflanzen beschäftigt.
Aus dem Innovationsbereich des Metabolitenprofilings ist die Firma Metanomics hervorgegangen, die dieses Verfahren im kommerziellen Maßstab anwendet.

## Zukunftsperspektiven
Fundierte Kenntnisse über Stoffwechselvorgänge in Pflanzen werden in Zukunft Auswirkungen auf die Qualität, die Nährstoffzusammensetzung und die Gesundheit von Lebensmitteln, die Ertragssicherheit und die industrielle und pharmakologische Nutzung von Pflanzen haben, andererseits werden diese Kenntnisse aber auch im Hinblick auf sich ändernde Umweltbedingungen von enormer Wichtigkeit sein.
Ob ein Transfer der durch Grundlagenforschung gewonnenen Erkenntnisse über Stoffwechselwege in Pflanzen in nächster Zeit Eingang finden wird in die praktische Anwendung in Deutschland oder Europa, erscheint im Augenblick ausgesprochen fraglich.

## Gentechnik
Die Labor- und Gewächshausbereiche sind entsprechend Gentechnikgesetz als S1-Bereiche ausgelegt und ausgewiesen. S1 ist die niedrigste Stufe und bedeutet: „keine Gefahr für Mensch, Natur und Umwelt“. S1-Labore werden in Brandenburg beim Ministerium für Landwirtschaft, Umwelt und Raumordnung angemeldet, geprüft und ggf. zugelassen. Der laufende Betrieb (Aufzeichnungsübverwachung, Einhaltung der gesetzlichen Bestimmungen und der Auflagen) wird vom Landesumweltamt überwacht. Gentechnisch veränderte Organismen werden sachgerecht entsorgt, d. h. durch Chemikalien oder Hitze abgetötet (Autoklavieren = Dampfdrucksterilisation) vor der Entsorgung in den Müll. Dies betrifft alle Laborabfälle und „vermehrungsfähige“ Pflanzenteile, etwa Samen, Knollen im Gewächshausbereich. Das restliche Pflanzen- und Erdmaterial wird gedämpft (dampfsterilisiert) und kompostiert.

## Vergebene Preise
Seit dem Jahr 2011 vergibt das Institut einen nach dem Molekularbiologen Jozef Schell benannten Preis für Nachwuchswissenschaftler, den „Jeff Schell Preis für Nachwuchswissenschaftler“, der mit jeweils 2500 Euro dotiert ist. Das Preisgeld wurde von der Firma BASF bereitgestellt.